# Coppa del Re 1914
La Copa del Rey 1914 fu la quattordicesima edizione della Coppa del Re. Il torneo ebbe inizio il 29 marzo e si concluse il 10 maggio del 1914. La finale si svolse all'Estadio de Amute di Irun dove l'Athletic Bilbao vinse per la quinta volta questa manifestazione.

## Le riforme della RFEF
Questa edizione fu la prima organizzata dall'odierna Federazione spagnola, appena rifondata proprio per gestire questo evento dopo gli scismi degli ultimi anni. La RFEF nazionalizzò la competizione, basandola ora anche ufficialmente e non solo per usanza sui campionati regionali le cui squadre vincitrici avrebbero potuto prendere parte alla Coppa del Re. Solo la finale inoltre rimase in campo neutro, mentre per il resto si introdusse il metodo della gara doppia, allungando così la durata dell'evento.

## Partecipanti
Come detto da questa edizione la coppa non fu più ad inviti ma disputata ufficialmente dai campioni regionali.
- Paesi Baschi:  Athletic Bilbao
- Castiglia:  Gimnástica
- Galizia:  Vigo Sporting
- Catalogna:  Espanya[1]

## Semifinali
| Squadra #1      | Tot.   | Squadra #2    | Andata | Ritorno |
| --------------- | ------ | ------------- | ------ | ------- |
| Athletic Bilbao | 14 - 3 | Vigo Sporting | 11 - 0 | 3 - 3   |
| Espanya         | 2 - 1  | Gimnástica    | 1 - 0  | 1 - 1   |

## Finale
| Arbitro: | Rowland |

|               |           |             |
| Zuazo 20’ 29’ | Marcatori | 88’ Villena |